# Kalaginamanchahalli, Sakleshpur
Kalaginamanchahalli là một làng thuộc tehsil Sakleshpur, huyện Hassan, bang Karnataka, Ấn Độ.